# Tioksanten
Tioksanten – organiczny związek chemiczny, siarkowy analog ksantenu. 
Wiele pochodnych tioksantenu było lub jest stosowanych w lecznictwie: chloroprotyksen, flupentyksol, fluprotiksen, klopentyksol, klotiksamid, meprotyksol, metiksen, piflutyksol, pimetiksen, teflutyksol, tiotyksen, zuklopentyksol.